# Fernando Ortiz de Camargo, o Moço
Fernando Ortiz de Camargo, o Moço (1628 - 1690) foi um bandeirante paulista.
Filho de Fernando de Camargo, o Tigre, e de Mariana do Prado, em 1658 foi capitão-adjunto na leva do capitão Domingos Barbosa Calheiros à Bahia, nas palavras de Silva Leme participando da malograda «expedição contra os bárbaros gentios do sertão». Em outubro de 1660 os sobreviventes da bandeira reaparecem em São Paulo. Iludidos no roteiro pelo guia, tiveram fim desastroso, pois os índios paiaiás mataram e comeram os Paulistas que haviam ficado de guarda às munições de guerra.
A 24 de setembro de 1664, uma Carta Régia de Afonso VI solicitou a Lourenço Castanho Taques apoiar Agostinho Barbalho. A 27 de setembro o rei comete por cartas a Agostinho Barbalho Bezerra a empresa dos descobrimentos das minas e das esmeraldas - que descobrisse por aí o distrito das esmeraldas cuja situação fora descrita por Marcos de Azeredo Coutinho. Eram destinatários de numerosas outras cartas Fernando Ortiz de Camargo; Fernão Dias, Lourenço Castanho Taques, Guilherme Pompeu de Almeida, Fernão Pais de Barros.
A que teve por destinatário o Fernando de Camargo é aqui reproduzida:

"Fernando de Camargo, Eu El-Rei vos envio muito saudar. Bem sei que não é necessário persuadir-vos a que concorrais de vossa parte com o que for necessário para o descobrimento das Minas a que envio Agostinho Barbalho Bezerra, considerando ser natural desse Estado e que como tal mostra particular desejo dos aumentos dele e esperando pela experiência que tenho do bem com que até agora me serviu, que assim o fará em tudo o que lhe encarregar, porque pela notícia que me tem chegado do vosso zelo e de como vos houvestes em muitas ocasiões do meu serviço me faz certo vos disporeis a me fazer este e ele vos dirá o que convir para este efeito. Encomendo-vos que façais toda assistência para que se consiga com o bom fim o que tanto desejo, o que eu quisera ver conseguido no tempo e posse destes meus reinos, entendendo que, hei de Ter muito particular lembrança de tudo que fizerdes nesta matéria, para vos fazer mercê e honra, que espero me saibais merecer."

## Casamento e posteridade
Casou com Joana Lopes, filha de Gonçalo Lopes, da freguesia de Santa Marinha - Portugal, e de Catarina da Silva, paulista. Era neta de Pedro Lopes e de Ana da Costa, do lado paterno e de Cosme da Silva e de Isabel Gonçalves do lado materno.
Tiveram treze filhos, alguns dos quais bastante famosos, que foram:
1. Coronel Estêvão Lopes de Camargo
2. Maria de Camargo. Casou com Bartolomeu Bueno de Siqueira, filho de Lourenço de Siqueira de Mendonça e de Maria Bueno, que recebeu de seu concunhado Antônio Rodrigues Arzão o roteiro de suas descobertas de ouro no sertão do que seriam as Minas Gerais
3. Mariana de Camargo. Morreu em 1715. Casou com o Capitão Antônio Rodrigues Arzão, filho do Capitão Manoel Rodrigues de Arzão e de Maria Afonso, destemido bandeirante, o primeiro que, nas palavras de Silva Leme, descobriu ouro em Minas Gerais; faleceu em 1696, deixando o roteiro de suas descobertas a seu concunhado Bartolomeu Bueno de Siqueira, que no mesmo ano se embrenhou nos sertões em busca do metal, e consultando o dito roteiro, foi ter a Itaveraba (pedra brilhante) onde, em distância de oito léguas, fundou a povoação de Ouro Preto e outras vizinhas.
4. Catarina de Camargo. Casada com José Gonçalves, filho de Domingos Gonçalves e Isabel da Costa. Tivem filha, Isabel da Costa Carmargo, casada com João Brito Leite.
5. Vitória de Camargo. Morreu em 1724. Casada com Fernando Munhoz, morto em 1723, que pertencia à família dos Maciéis.
6. Joana Lopes de Camargo. Casada com José Pereira da Rosa, morto em 1742, filho de Luís Pereira da Rosa e Madalena Fernandes
7. Ana Maria de Camargo
8. Isabel de Camargo
9. Capitão Fernando Lopes de Camargo. Casado com Maria de Lima de Siqueira, filha de Luís Dias Barroso e Maria de Lima do Prado.
10. Pedro Lopes de Camargo.
11. Coronel Tomás Lopes de Camargo. Um dos fundadores de Ouro Preto, juntamente com o padre João de Faria Fialho. Casou com Paula da Costa, filha do Capitão Martinho Pais de Linhares, falecido em 1725, e de Izabel da Silva. Inventariado em 1756 em São Paulo
12. Gonçalo Lopes de Camargo, casado com Rosa Maria da Silveira, filha de Inácio Lopes Munhoz e Maria Cardoso de Almeida, que foi morador das Minas Gerais
13. João Lopes de Camargo. Casou com Isabel Cardoso de Almeida irmã da cunhada precedende. Moradores de São Paulo, depois de 1713 mudaram residência para a freguesia de São Sebastião, atual distrito de Bandeirantes, em Mariana, Minas Gerais, onde faleceram.[1]